# Байрак (гідрологічний заказник)
Байра́к — гідрологічний заказник місцевого значення в Україні. Розташований у межах Лубенського району Полтавської області, біля села Березоточа. 
Площа заказника 179,1 га. Статус надано згідно з рішенням облвиконкому № 453 від 22.11.1984 року. Перебуває у віданні: Березотіцька сільська рада. 
Статус надано для збереження болотного масиву в заплаві річки Сули з цінними природними комплексами. 